# Captain Marvel (Film)
Captain Marvel ist ein US-amerikanischer Science-Fiction-Film, der am 8. März 2019 in die US-amerikanischen Kinos kam. Die Regie führten Anna Boden und Ryan Fleck. Der Film erzählt die verschlungene Vorgeschichte und Apotheose der Supersoldatin Carol Danvers und ihres außerirdischen Alter Egos Vers. Die Hauptrolle der so entstandenen Superheldin Captain Marvel wird von Brie Larson gespielt. Es handelt sich um den 21. Spielfilm innerhalb des Marvel Cinematic Universe und den drittletzten der sogenannten Phase 3. Er ist zudem der erste Film im MCU, der um eine Frau gebaut wurde, und der erste mit einer beteiligten Regisseurin. Captain Marvel spielt in den 1990er Jahren und damit vor den meisten Ereignissen innerhalb des MCU.

## Handlung
Die Kriegerin Vers erwacht auf Hala, dem Hauptplaneten des Kree-Imperiums, wieder einmal aus einem Albtraum, in dem sie an der Seite einer älteren Frau in einer Schlacht kämpft. Yon-Rogg, ihr Commander, leitet sie im Training an, ihre außergewöhnlichen Kräfte, Photonenstrahlen, die sie aus ihren Händen abfeuern kann, unter Kontrolle zu bringen, die ihr von der Obersten Intelligenz auch wieder genommen werden könnten, sollte ihr dies nicht gelingen. Da ihr Imperium von einer Skrull-Invasion bedroht ist, die ihre Planeten übernehmen will, wird Vers gemeinsam mit Yon-Rogg, Minn-Erva, Bron-Char, Korath und Att-Lass auf eine Mission entsandt. Sie besteigen ihr Raumschiff Helion und sollen Soh-Larr retten, der als Spion tätig ist. Auf dem Planeten Torfa geraten sie in einen Hinterhalt. Vers wird von einer Gruppe Skrulls gefangen genommen, die die Gestalt von einheimischen Torfas angenommen haben. Talos, der Anführer der Gruppe, blickt mit Hilfe einer Maschine in ihre Erinnerungen. Gemeinsam mit Vers durchsucht er sogar ihre ihr selbst in Vergessenheit geratene Vergangenheit auf der Erde, als sie Kampfpilotin war, wie sie sich in der Ausbildung befand und weiter zurück, als sie noch ein junges Mädchen und ein Kind war. Besonderes Augenmerk legt er dabei auf ihre verloren geglaubte Erinnerung an Dr. Wendy Lawson, die Frau aus ihren Albträumen.
Vers kann sich befreien, bevor Talos alle ihre Erinnerungen mit ihr teilen kann. Bei ihrer Flucht stürzt sie ab und landet auf der Erde. Auch die Gruppe der Skrulls findet sich auf dem Planeten ein, den sie C-53 nennen, und sie nehmen die Gestalt von Menschen an. Vers kann Kontakt mit ihrem Commander aufnehmen, der sie anweist, an Ort und Stelle zu bleiben; sie jedoch möchte Dr. Lawson finden, bevor die Skrulls es tun. Als S.H.I.E.L.D.-Agent Fury die junge Frau zu den Geschehnissen befragt, glaubt er ihr zuerst kein Wort. Doch als er erkennt, dass einer der Skrulls die Gestalt seines Kollegen Coulson angenommen hatte, bemüht er sich um eine Zusammenarbeit mit Vers. Sie erzählt ihm von den Kree und ihrem Krieg mit den Skrulls und beginnt, ihre Erinnerungen an ihr früheres Leben auf der Erde aufzufrischen. Fury bringt sie in eine geheime Regierungseinrichtung, wo sie im Archiv auf Dr. Lawsons Pläne für den Lichtgeschwindigkeitsantrieb stoßen. Vers erkennt in Lawson eine Kree, da die Pläne Kree-Glyphen enthalten, die man bislang für den Beweis von Lawsons Verrücktheit hielt. Diese befand sich jedoch im Rahmen eines Undercover-Einsatzes auf der Erde. Talos hat Vers auch hier aufgespürt und verfolgt sie in der Gestalt von Furys Vorgesetztem Keller. Nachdem Fury in Keller den Feind erkennt, kann er mit Vers in einem Flugzeug aus der Einrichtung entkommen und sie entdecken Lawsons Katze Goose als blinden Passagier an Bord. Bei dem Besuch ihrer alten Pilotenkollegin Maria versucht Vers weitere ihrer Erinnerungslücken zu schließen. Maria, die sie bereits ihr halbes Leben kennt, und deren Tochter Monica haben nach Vers’ Unfall vor sechs Jahren ihre alten Sachen aufgehoben, darunter auch Kinderfotos, als sie noch die kleine Carol Danvers war, und einen Teil ihrer militärischen Erkennungsmarke, auf dem nur noch ihr Namensteil Carol Dan zu lesen ist.
Talos findet sie auch hier und macht ihr ein Angebot. In ihrer beider Interesse soll sich Vers die Aufzeichnung von einer Blackbox anhören, die sie von dem Planeten retten konnten, auf dem sie angeblich ums Leben gekommen war. Als Vers die Aufnahme hört, erinnert sie sich wieder daran, was sechs Jahre zuvor geschehen ist: Bei einem gemeinsamen Testflug mit Dr. Lawson alias Mar-Vell hatte diese nach dem Absturz versucht, den Lichtgeschwindigkeitsantrieb zu vernichten, damit er nicht den Feinden in die Hände fällt. Jemand aus dem feindlichen Raumschiff, das den Absturz verursachte, tötete Lawson, weshalb Danvers selbst die Aufgabe zu Ende brachte. Statt von der Explosion getötet zu werden, ging die Kraft aus dem Energiekern auf Vers über. Yon-Rogg hatte ihr nie hiervon erzählt, ebenso wenig, dass er der Angreifer war, der sie verfolgte und Lawson umbrachte. Um mehr über den Antrieb Lawsons zu erfahren, nahm er Carol mit, die – ihrer Erinnerung beraubt – von den Kree ausgebildet und studiert wurde. Anhand der zweiten Hälfte ihrer Erkennungsmarke, die nur noch aus der letzten Silbe ihres Namens Vers besteht, wurde sie benannt. Talos erzählt ihr, dass Dr. Lawson den Antrieb damals den Skrulls zur Verfügung stellen wollte, damit diese aus dem Machtbereich der Kree fliehen können und so auch der Krieg zwischen ihnen beendet wird.
Mit Hilfe der Koordinaten, die in der Aufzeichnung genannt werden, begeben sich die Skrulls gemeinsam mit Vers, Fury und Maria im modifizierten Flugzeug zu einem getarnten Labor in der Erdumlaufbahn. Vor der Katze Goose hat Talos unerklärlicherweise große Angst. Das Labor von Mar-Vell wird von einer Gruppe von Skrulls bevölkert, darunter auch Talos’ Frau und sein Kind. An Bord der fliegenden Einrichtung befindet sich auch der Energiekern, der Tesserakt. Allerdings haben sie auch den Commander und seine Leute auf die Station aufmerksam gemacht, die zudem auf der Suche nach dem Tesserakt sind. Dieser wird jedoch von Goose verschlungen, die in Wirklichkeit keine Katze ist, sondern zur außerirdischen Lebensform der „Flerken“ gehört. Als man Vers gefangen nimmt und sie auf die Oberste Intelligenz treffen lässt, erkennt sie, dass sie von den Kree bisher ihre Fähigkeiten betreffend belogen und kontrolliert wurde. Als sie nun den Supressor von ihrem Hals entfernt, erhält sie die volle Kontrolle über ihre Kräfte. Zurück bei den Kree haben diese nun keine Chance mehr gegen sie. Dem Commander macht sie klar, dass sie bei allen bisherigen Kämpfen gewissermaßen nur mit einer auf dem Rücken festgebundenen Hand gekämpft hat. Waren ihre vorherigen Kampfkünste schon sehr beeindruckend, entwickelt sie nun Kräfte, die über jedes vorstellbare Maß hinaus gehen und die Kree haben nun keine Chance mehr gegen sie. Selbst planetenzerstörende Raketen von einer herbeigerufenen Kree-Flotte, welche die Erde vernichten sollen, kann sie unschädlich machen. 
Carol Danvers schickt den von ihr nun mit Leichtigkeit besiegten Commander mit der eindrücklichen Warnung zurück zu den Kree, sie werde bald zurückkommen und den Krieg für immer beenden. Dem Commander ist dabei längst klar geworden, dass Carol Danvers inzwischen über eine Stärke und Kräfte verfügt, um es mit jeder bekannten Macht im Universum aufzunehmen.
Talos, seine Frau und ihr Kind kommen vorübergehend bei Maria unter.
Bevor Carol Danvers ihr Versprechen wahr macht und in das Kree-Imperium zurückkehrt, um eine neue Heimat für die Skrulls zu suchen, gibt sie Fury seinen Kommunikator zurück, den sie für Notfälle modifiziert hat, damit er sie auch über die Entfernung mehrerer Galaxien erreichen kann, falls er jemals ihre Hilfe braucht. Die Katze Goose, der Flerken, der Fury nicht nur vor den Kree-Kämpfern rettete, indem er sie verschlang, sondern Fury auch tiefe Kratzer am Auge zufügte, hat in dessen Büro ein neues Zuhause gefunden. Nachdem Danvers zusammen mit den Skrulls die Erde verlassen hat, plant Fury neue Helden für S.H.I.E.L.D. zu suchen. Er startet die von ihm genannte Avengers-Initiative, nachdem er Danvers’ Air-Force-Spitznamen „Avenger“ auf einem alten Foto entdeckt hat.
In der Szene während des Abspanns sehen Steve Rogers, Natasha Romanoff, James Rhodes und Bruce Banner mit an, wie das Kommunikationsgerät, das Fury hinterließ, aufhört, das Signal zu senden. Sie rätseln, an wen das Signal gerichtet ist, als plötzlich Carol Danvers hinter ihnen steht und nach Fury fragt.
In der Post-Credit-Szene sieht man, wie Goose den Tesserakt auf Furys Tisch herauswürgt.

## Produktion

### Produktionsgeschichte
Innerhalb eines Events seitens der Marvel Studios wurde im Oktober 2014 ein Captain-Marvel-Film für den 6. Juli 2018 angekündigt, wobei Produzent Kevin Feige schnell klarstellte, dass in den Comics viele Figuren den Titel „Captain Marvel“ getragen hätten, im Film allerdings nur die weibliche Carol Danvers zur Superheldin werde. Aufgrund der Einbindung von Spider-Man in das MCU wurden im Februar 2015 viele Starttermine verschoben, wodurch Captain Marvel daraufhin am 2. November 2018 veröffentlicht werden sollte. Im Oktober desselben Jahres wurde der Film erneut zugunsten von Ant-Man and the Wasp in den März 2019 verschoben. Auf der San Diego Comic-Con International 2017 kündigte Feige an, dass der Film in den 1990er Jahren spielen wird und die Skrulls, deren Filmrechte sowohl bei Marvel als auch bei Fox liegen, die Hauptantagonisten des Films sein werden. Zusätzlich wurden erste Konzeptbilder vorgestellt. Die Entscheidung, den Film im vorigen Jahrhundert spielen zu lassen, kam laut dem ausführenden Produzenten Jonathan Schwartz daher, dass man der Titelheldin die Chance geben wollte, sich nicht in ein schon bestehendes Universum einzufügen, sondern ihre eigene Welt zu erschaffen und gleichzeitig eine tiefe Verbindung zu den Wurzeln der Mythologie im MCU herzustellen.
Nachdem bereits in einer alten Drehbuchfassung von Avengers: Age of Ultron geplant war, die Heldin Carol Danvers alias Captain Marvel in das Marvel-Universum einzuführen, dies allerdings von den Machern als ein unpassender Weg angesehen wurde, soll sie nun in ihrem Solofilm ihr Debüt im MCU geben und gleichzeitig eine Verbindung zu Ant-Man aus dem Jahr 2015 herstellen. Der Film trage zu einem besseren Verständnis bei, wie Captain Marvels Kräfte und die von Ant-Man in Verbindung stehen, so Spiros Michalakis, ein Quantenphysiker der am California Institute of Technology forscht. Danvers ist trotz ihrer gottähnlichen Kräfte von Selbstzweifeln geplagt und macht auch Fehler, wie Menschen ohne Superkräfte. Ein Großteil des Films soll von der Verbindung von Danvers und ihrem Erzrivalen handeln, so Marvel-Produzent Kevin Feige. Captain-Marvel-Darstellerin Brie Larson selbst fasst den Film dabei nicht als Vorreiter eines neuen Feminismus-Trends, sondern als Teil einer gesamtgesellschaftlichen Debatte über Themen wie Feminismus und Inklusion auf. Die Handlung soll hauptsächlich im Weltraum spielen. Laut Feige hätte man sich vor allem durch Actionfilme der ‘90er inspirieren lassen, weshalb auch einige Hommagen an Filme dieser Zeit eingebaut wurden. Captain Marvels Auftauchen wurde zudem bereits in einer Post-Credit-Szene im Film Avengers: Infinity War eingeleitet.

### Stab und Besetzung

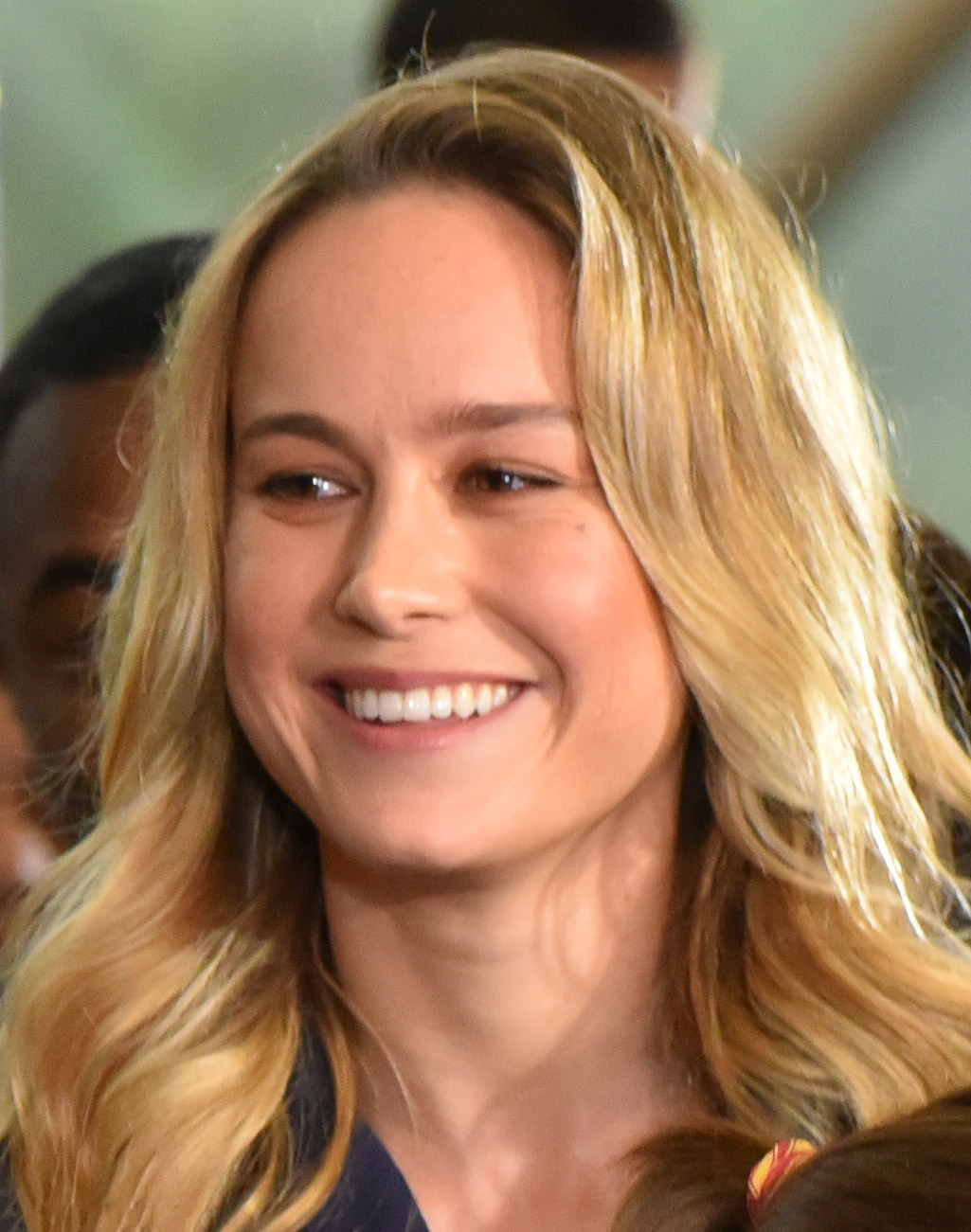
Brie Larson im National Air and Space Museum bei einem Screening des ersten Captain-Marvel-Trailers

Von vornherein soll man seitens Marvel geplant haben, möglichste viele Frauen für wichtige Positionen zu engagieren. So konnte man im April 2015 Meg LeFauve und Nicole Perlman als Drehbuchautoren gewinnen, die später durch Geneva Robertson-Dworet ergänzt wurden, die die finale Fassung des Drehbuchs schreiben sollte. Ein Jahr später wurde auf der San Diego Comic-Con International 2016 Brie Larson, nachdem es bereits einige Gerüchte über ihr Mitwirken gegeben hatte, als Captain Marvel vorgestellt, wodurch sie zur ersten Frau wurde, die eine Hauptrolle in einem Solofilm der Marvel Studios spielt. Demnach soll die Wahl auf sie gefallen sein, da sie der Figur Menschlichkeit und Stärke verleihe, ohne dabei ein „perfekt idealisierter Superheld“ zu sein. Larson sagte über ihre Verpflichtung, der spezielle Humor von Carol Danvers zusammen mit ihrer Intelligenz und der Fähigkeit, Herausforderungen jeder Art zu meistern, seien ausschlaggebend für ihr Interesse gewesen. Nun sei sie sehr aufgeregt, die Rolle spielen zu dürfen, und möchte dieser Komplexität verleihen. Als Vorbereitung auf die Rolle las sie viele Comics und absolvierte ein halbes Jahr lang täglich zwei bis drei Stunden Fitness-, Stunt- und Kampftraining, wobei sie verschiedene Kampfsportarten wie Boxen, Kickboxen, Judo, Wrestling und Jiu Jitsu erlernte. Dadurch sei sie in der Lage gewesen, viele ihrer Stunts selbst auszuführen. Eine junge Version von ihr soll von Mckenna Grace verkörpert werden. Nachdem das Drehbuch für Marvel „in der richtigen Form“ war, wurden im April 2017 Anna Boden und Ryan Fleck für den Regiestuhl verpflichtet. Beide waren vorher nur als Fernsehregisseure tätig, seien Marvel aber durch einige bemerkenswerte Arbeiten aufgefallen. So hätten beide beeindruckende Visionen vom Storytelling und dadurch clevere, einzigartige und besondere Filme geschaffen. Bei gemeinsamen Treffen hätten sie Kevin Feige schließlich endgültig mit ihrem Verständnis der Hauptfigur sowie ihrer Motivation überzeugt. Weitere Kandidaten sollen Ava DuVernay und Angelina Jolie gewesen sein.

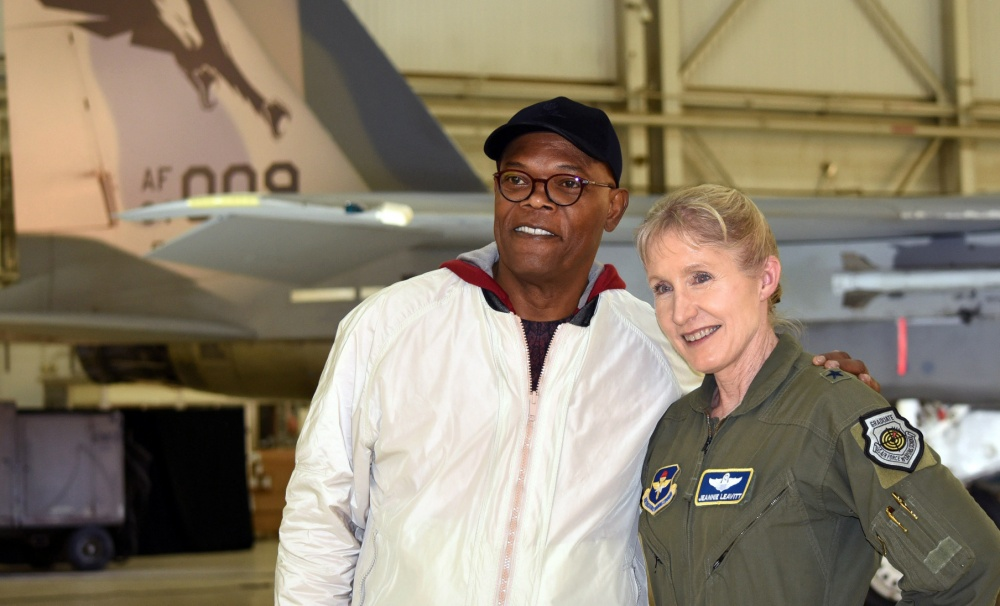
Samuel L. Jackson und Jeannie Leavitt

Drei Monate später wurde das Auftreten von Samuel L. Jackson als Nick Fury bekannt, der im Film noch beide Augen haben und „weit vom S.H.I.E.L.D.-Leiter entfernt“ sein wird. Jackson zufolge hätten Nick Fury und Carol Danvers im Film ein buddy-cop-ähnliches Verhältnis, bei dem sie sich gegenseitig helfen und einander verstehen lernen würden. Für die Szene, in der Fury sein Auge durch den Flerken Goose verliert, habe es laut den Regisseuren noch viele andere absurde Ideen gegeben. So sollten ursprünglich die Skrulls in einem „nahegelegenen Kampf“ für die Verletzung des S.H.I.E.L.D.-Leiters verantwortlich sein. Doch um die Fans nicht zu enttäuschen, wählten sie einen alternativen Weg, wodurch im Nachhinein auch das Mysterium rund um Nick Fury in The Return of the First Avenger umso amüsanter sei. Ende des Jahres wurde bestätigt, dass Jude Law Yon-Rogg, den ehemaligen Mentor und Hauptgegner von Captain Marvel, spielen wird. Ursprünglich soll Keanu Reeves für diese Rolle vorgesehen worden sein, der allerdings für John Wick: Kapitel 3 das Projekt verließ. Auch Law absolvierte in Vorbereitung auf seine Rolle Kampftraining, das er zusammen mit Larson absolvierte. Wie im Oktober 2017 bekannt wurde, wird Ben Mendelsohn den Bösewicht Talos verkörpern, während Annette Bening als Supreme Intelligence, eine mächtige künstliche Intelligenz, die auch eine Menschenform annehmen kann, zu sehen sein wird. Im Januar 2018 wurde DeWanda Wise in einer damals noch unbekannten Rolle gecastet. Kurz nach dem Beginn der Dreharbeiten musste sie das Projekt allerdings aufgrund von Terminüberschneidungen mit der Netflix-Serie Nola Darling verlassen und wurde mit der Schauspielerin Lashana Lynch ersetzt. Später wurde ihre Rolle durch Setfotos als Maria Rambeau, eine Air-Force-Pilotin und ehemalige Kollegin von Carol Danvers, enthüllt.
Zum gleichen Zeitpunkt wurde bekannt, dass Clark Gregg, Lee Pace und Djimon Hounsou in ihre Rollen aus vorigen Filmen zurückkehren würden. So spielte Gregg in Phase 1 des MCU den S.H.I.E.L.D.-Agenten Phil Coulson, während Lee Pace als Ronan und Hounsou als Korath in Guardians of the Galaxy zu sehen waren. Genauso wie Jackson musste Gregg für den Film digital um 25 Jahre verjüngt werden, was die Firma Lola Visual Effects unter Leitung von VFX Supervisor Christopher Townsend übernahm. Des Weiteren soll im Film eine neue Heldengruppe namens Starforce eingeführt werden. Teil von dieser sind Captain Marvel, Yon-Rogg, Korath, Bron-Char gespielt von Rune Temte, Att-Lass gespielt von Algenis Perez Soto und Minn-Erva gespielt von Gemma Chan. Stan Lee ist in einem Cameo-Auftritt als Fahrgast in einem Zug zu sehen, in dem Vers nach einem formgewandelten Skrull sucht. Des Schöpfers der Marvel Comics, der im November 2018 starb, wird zudem direkt zu Beginn des Films gedacht. Das Marvel-Logo ist aus einer Reihe von Fotos zusammengesetzt, die Bilder von Lee an verschiedenen Filmsets von Marvel-Filmen zeigen.
Des Weiteren standen zum ersten Mal in einem MCU-Film echte Tiere vor der Kamera. So wurde die Katze Goose von vier verschiedenen Katzen verkörpert, wobei eine die Hauptarbeit übernahm und die anderen als Ersatz oder für bestimmte Tricks bereitstanden. Im Falle, wenn eine Katze mit den Schauspielern nicht interagieren wollte, benutzte man ausgestopfte Attrappen oder animierte sie digital. Laut Townsend sollen von über 100 Aufnahmen von Goose zwischen 70 und 80 animiert sein.

### Synchronisation
Die deutsche Synchronisation entstand nach einem Dialogbuch und der Dialogregie von Björn Schalla im Auftrag der FFS Film- & Fernseh-Synchron GmbH, Berlin.
| Rolle                                            | Darsteller         | Deutscher Sprecher       |
| ------------------------------------------------ | ------------------ | ------------------------ |
| Carol Danvers / Vers / Captain Marvel            | Brie Larson        | Yvonne Greitzke          |
| Agent Nick Fury                                  | Samuel L. Jackson  | Engelbert von Nordhausen |
| Yon-Rogg                                         | Jude Law           | Florian Halm             |
| Talos / Keller                                   | Ben Mendelsohn     | Torsten Michaelis        |
| Agent Phil Coulson                               | Clark Gregg        | Till Hagen               |
| Ronan, der Ankläger                              | Lee Pace           | Sascha Rotermund         |
| Korath                                           | Djimon Hounsou     | Daniel Zillmann          |
| Maria „Photon“ Rambeau                           | Lashana Lynch      | Flavia Vinzens           |
| Dr. Wendy Lawson / Mar-Vell; Oberste Intelligenz | Annette Bening     | Traudel Haas             |
| Minn-Erva                                        | Gemma Chan         | Leonie Dubuc             |
| Bron-Char                                        | Rune Temte         | Romanus Fuhrmann         |
| Att-Lass                                         | Algenis Perez Soto | Jannik Endemann          |
| Monica Rambeau                                   | Akira Akbar        | Chiara Moon Schalla      |
| Norex                                            | Matthew Maher      | Robert Levin             |
| Steve Danvers                                    | Colin Ford         | Lasse Dreyer             |
| Biker                                            | Robert Kazinsky    | Sascha Krüger            |
| Steve Rogers / Captain America                   | Chris Evans        | Dennis Schmidt-Foß       |
| Natasha Romanoff / Black Widow                   | Scarlett Johansson | Luise Helm               |
| Bruce Banner / Hulk                              | Mark Ruffalo       | Norman Matt              |
| James „Rhodey“ Rhodes / War Machine              | Don Cheadle        | Dietmar Wunder           |
| Stan Lee                                         | Stan Lee           | Thomas Kästner           |

### Dreharbeiten und Filmschnitt

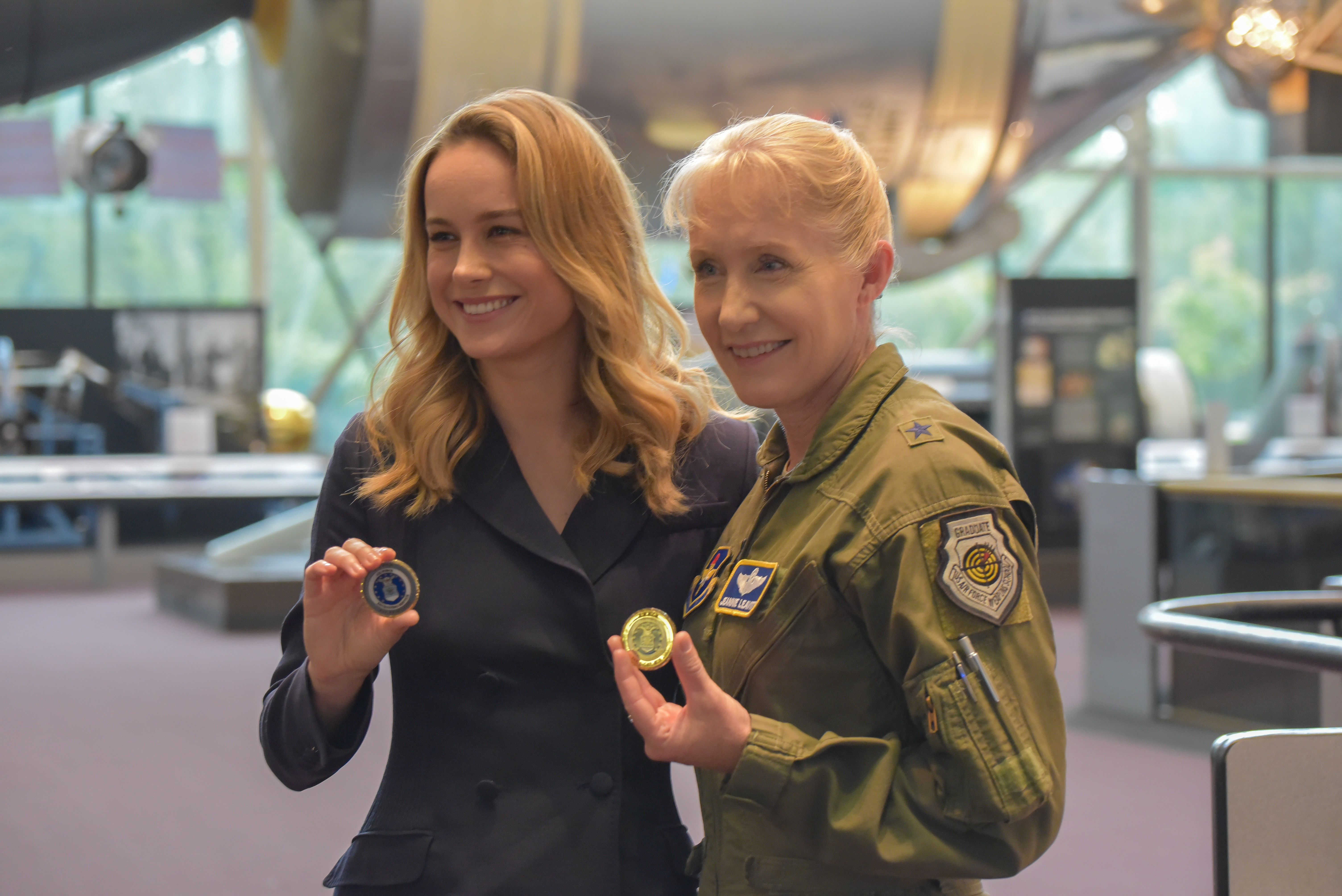
Brie Larson und Jeannie Leavitt

Erste Planungen für die Dreharbeiten erfolgten rund neun Monate vor dem Drehbeginn. Nachdem die Drehvorbereitungen im Januar 2018 begannen, wurden die Dreharbeiten mit dem Kameramann Ben Davis am 23. März 2018 unter dem Arbeitstitel Open World in Oxnard gestartet und fanden in Kalifornien in einer 30-Meilen-Zone rund um Los Angeles statt, nachdem von der California Film Commission eine Steuerermäßigung in Höhe von 20 Millionen US-Dollar zugesagt wurde. Dabei sei das Filmteam vor allem darauf aus gewesen, möglichst viele Szenen an realen Schauplätzen zu filmen, die teilweise sogar aus den ’90ern stammten. So drehte man in Simi Valley in einem Steinbruch, in Shaver Lake, an der Eastwood Power Station nahe Fresno und im Lucerne Valley für Wüstenaufnahmen. Anfang Mai 2018 erfolgten für zwei Tage Aufnahmen direkt in Los Angeles. Auf der Edwards Air Force Base wurden dem Produktionsteam neben erfahrenen Piloten, die eine beratende Funktion einnahmen, auch verschiedene Hardware-Ausrüstungen zur Verfügung gestellt, um die Szenen so authentisch wie möglich zu gestalten. Zusätzlich besuchten Anna Boden, Brie Larson und Lashana Lynch die Nellis Air Force Base, wo Larson an einem Flugtraining teilnahm, bei dem sie bis zu 6,5 G belastet wurde. Zudem bekam sie die Möglichkeit, mit Jeannie Leavitt, der ersten weiblichen Air-Force-Kampfpilotin, zu sprechen. Lynch absolvierte hingegen auf der Luke Air Force Base in Phoenix ihr Flugtraining.
Außerirdische Schauplätze wie Kree- oder Skrull-Schiffe errichtete man in Studios unter der Leitung vom Szenenbildner Andy Nicholson. So sei die Kree-Welt eckig, symmetrisch und metallisch, während die Skrulls runde, asymmetrische und organische Materialien und Formen bevorzugen würden. Im Norden Hollywoods errichtete man ein verlassenes Einkaufszentrum mit Fassaden bekannter Unternehmen, das so echt aussah, dass Besucher versucht hätten, die Kulisse zu betreten. Insgesamt wurden 40 Sets, darunter ein kompletter Hangar, für den Film gebaut. Nachdem die Dreharbeiten am 23. Juni 2018 in Kalifornien beendet wurden, wurden sie für zwei Wochen in New Orleans in Louisiana fortgesetzt, um dort die finalen Szenen abzudrehen. Am 6. Juli 2018 wurden die Dreharbeiten nach 75 Drehtagen beendet. Weitere Nachdrehs fanden im November 2018 statt.
Für den Filmschnitt zeichneten Elliot Graham, der für seine Arbeit an Milk 2009 für einen Oscar nominiert war, und Debbie Berman verantwortlich, die in dieser Funktion bereits für die Superheldenfilme Black Panther und Spider-Man: Homecoming tätig war, zwei der früheren Filme aus dem Marvel Cinematic Universe.

### Kostüme und Filmmusik
Die Kostüme im Film wurden von der Kostümbildnerin Sanja Hays entworfen. Aus den Comics wurden das ikonische Bruststück samt Stern sowie die Farben Rot und Blau übernommen. Im Film sei der Anzug von Captain Marvel schließlich weniger „sexy“, sondern eher funktional gestaltet worden, damit sie mehr als Pilotin und Soldatin herüberkomme und gleichzeitig Larsons Bewegungsfreiheit gewährleistet sei. So wurden insgesamt acht Anzüge größtenteils aus Leder für verschiedene Aufnahmearten gebaut. Die Anzüge der Skrulls, die in den Comics violette Overalls und schwarze Unterwäsche tragen, wurden für den Film komplett neu designt. Einzig die Farbe Violett wurde übernommen, um die Skrulls möglichst deutlich von den grünen Starforce-Anzügen abzuheben. Anna Boden äußerte sich über weitere von Hays entworfene Kostüme, sie würden zeitgemäß und authentisch für die ’90er Jahre aussehen, ohne dabei die Ära zu verspotten.
Die Filmmusik wird von der türkischen Komponistin Pınar Toprak komponiert, die auch die Musik für die Fernsehserie Krypton über Supermans Großvater schuf. Michael Giacchino wurde seitens Marvel damit beauftragt, über den Score zu schauen, und tauschte im Anschluss einige Gedanken mit Toprak aus. Der Soundtrack zum Film, der insgesamt 23 Musikstücke umfasst, wurde am 8. März 2019 von Marvel Music und Hollywood Records als Download veröffentlicht. Zudem sind im Film Songs von Garbage, Elastica, R.E.M. und Nirvana zu hören, aber auch Girlpower-Pop wie What a Man von Salt’N’Pepa und Riot-Grrrl-Punk von Hole.

### Veröffentlichung
Ein erstes Bild von Brie Larson in ihrem Kostüm wurde am 5. September in der Entertainment Weekly veröffentlicht. Am 18. September 2018 folgte ein erster Trailer. Der zweite Trailer wurde am 3. Dezember 2018 veröffentlicht; ein dritter folgte am 8. Januar 2019. Auch auf dem Super Bowl LIII am 3. Februar 2019 war der Film mit einem TV-Spot vertreten. Am 27. Februar 2019 erfolgte die Weltpremiere in London. Der Film kam am 7. März 2019 in die deutschen und einen Tag später in die US-amerikanischen und chinesischen Kinos. Captain Marvel ist der erste MCU-Film, der nicht auf Netflix, sondern ausschließlich auf dem Streaming-Dienst Disney+ erschien.
Der Film ist in Deutschland seit Juni 2019 sowohl digital, auf DVD, Blu-ray und Ultra HD Blu-ray erhältlich.

## Rezeption

### Altersfreigabe
In den USA wurde der Film von der MPAA als PG-13 eingestuft. In Deutschland erhielt er eine Freigabe ab 12 Jahren, ist in Begleitung der Eltern jedoch bereits ab 6 Jahren erlaubt. In der Freigabebegründung heißt es: „Der aufwändige und temporeiche Film enthält eine Vielzahl an Kampf- und Actionszenen. Gewalt wird dabei jedoch nicht reißerisch ausgespielt oder explizit ins Bild gerückt.“ Weiter heißt es, humorvolle Szenen böten immer wieder Gelegenheit zur Entlastung, aber auch die positive Botschaft über Selbstbestimmung und humanitärer Hilfsbereitschaft trage dazu bei, dass bei ab 12-Jährigen weder eine ängstigende, noch eine sozialethisch desorientierende Wirkung zu befürchten sei.

### Kritiken
Erste Kritikerstimmen fielen nach Pressevorführungen im Februar 2019 überwiegend positiv aus. So wurden besonders die Darstellungen von Ben Mendelsohn und Lashana Lynch sowie die Katze Goose, die allen die Show stehle, hervorgehoben.
Bislang konnte der Film 78 Prozent der Kritiker bei Rotten Tomatoes überzeugen und erhielt auf Metacritic einen Metascore von 64 von 100 möglichen Punkten.
Peter Bradshaw vom Guardian beschreibt Captain Marvel als einen oft fesselnden Superheld-Actionfilm, als ein nichtlineares Mashup aus Vergangenheit und Gegenwart, Erinnerungen und gegenwärtiger Erfahrung und aus Action auf der Erde und abseits dieser. Damit sei der Film auf jeden Fall ein unterhaltsamer neuer Teil der Saga.
Todd McCarthy von The Hollywood Reporter findet den Film zwar nicht langweilig, doch bemerkt er eine gewisse Einfallslosigkeit und einen faden visuellen Stil. Daher werde Captain Marvel für Frauen nicht das bewirken, was Black Panther für schwarze Superhelden getan hatte.

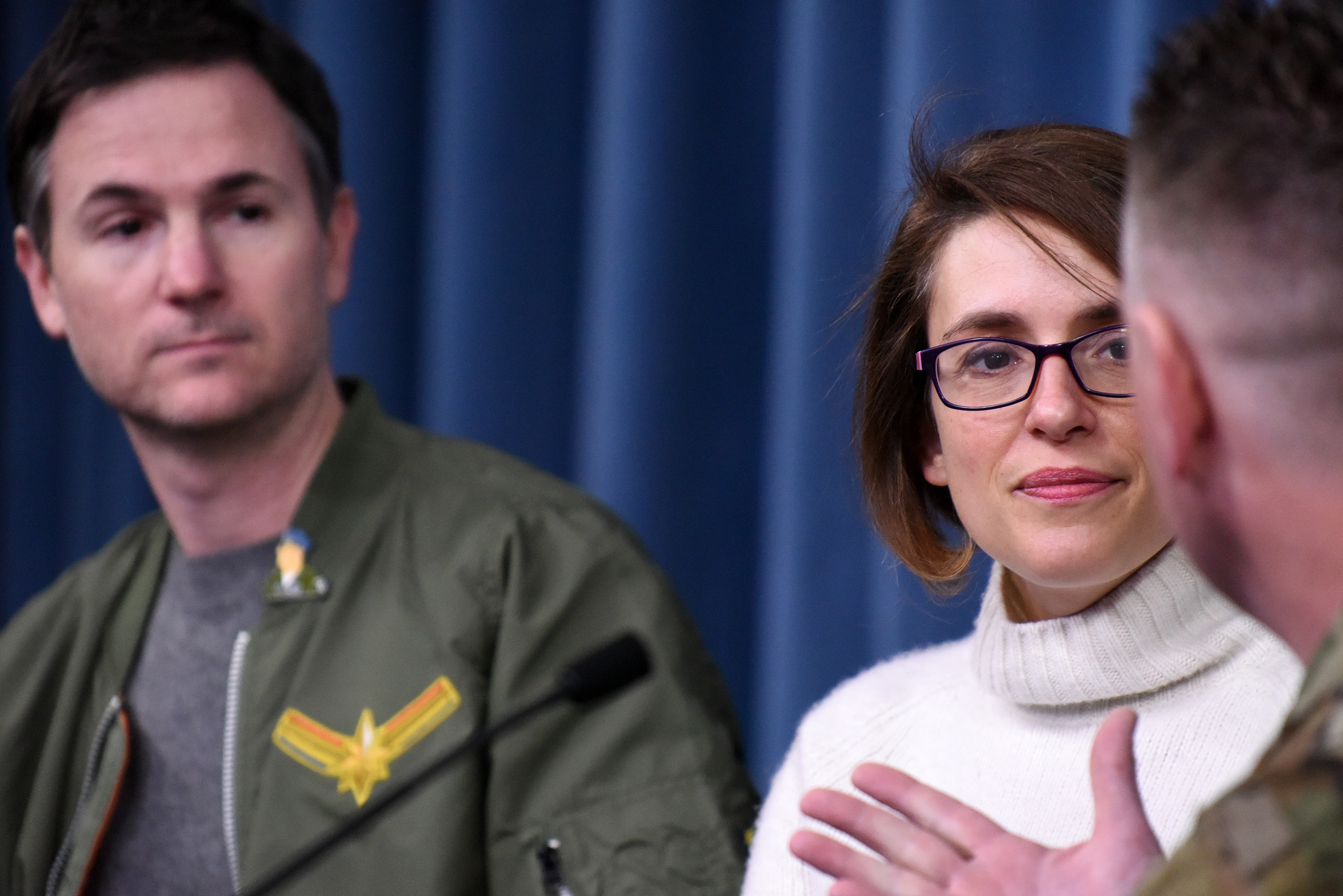
Ryan Fleck und Anna Boden

David Ehrlich von IndieWire findet, der erste und verhängnisvollste Fehler des Drehbuchs, das Anna Boden und Ryan Fleck gemeinsam mit Geneva Robertson-Dworet verfasst haben, sei, dass es Vers oder Carol Danvers, wie sie später heißt, während der meisten ihrer Abenteuer zu einer Amnestikerin werden lasse.
Sebastian Ossowski von IGN Deutschland erklärt, Carol Danvers frage sich bis zum Schluss des Films, wer sie ist, wer sie sein kann, aber vor allem wer sie sein will, wobei die Frage nach ihrer wahren Herkunft gleichzeitig auch die große Parabel des Films sei. Als neuer Avenger sei sie am Anfang ihres Films zu selbstsicher und unnahbar, um eine sofortige sympathische Verbindung zum Publikum aufzubauen, so Ossowski weiter. Am stärksten wirke Captain Marvel in den ruhigen Momenten, wenn sich Danvers auf ihre Vergangenheit besinnt und zeigt, dass sie trotz ihres Kree-Blutes ein Mensch mit Emotionen und Schwächen ist.
David Kleingers von Spiegel Online meint, der Film nehme sich erstaunlich viel Zeit für entschleunigte Szenen, in denen insbesondere Carol Danvers an Profil gewinne und gut getimter Dialogwitz seinen Platz finde. Zudem überrasche Captain Marvel mit mindestens einer seiner Handlungsvolten sowie mit einer humanitären Haltung, die sich nicht auf Erdbewohner beschränke und fast schon als tagespolitischer Kommentar durchgehe, so Kleingers.
Andreas Busche vom Tagesspiegel erinnert in seiner Kritik an erste Reaktionen im Netz, nach denen Brie Larsons Danvers zu kühl, zu roboterhaft und nicht sympathisch genug sei. Er weist zudem auf die Referenzen an das Actionkino der 1990er Jahre hin, vor allem an Linda Hamiltons ikonische Androidenkillerin aus Terminator 2.

### Einordnung in das MCU
Der Film spielt großteils im Jahr 1995 und damit vor den meisten Ereignissen innerhalb des MCU. Am Ende von Captain Marvel wird darauf hingewiesen, dass die Heldin in Avengers: Endgame zurückkehren wird.

### Einspielergebnis
In Nordamerika konnte Captain Marvel 20,7 Millionen US-Dollar durch Previews einnehmen. Gleichzeitig konnte der Film noch vor dem ersten Wochenende 44 Millionen US-Dollar in Übersee und 34,3 Millionen US-Dollar am Eröffnungstag in China einspielen. Insgesamt konnte der Film in den ersten Tagen rund 455 Millionen US-Dollar weltweit einspielen, was den sechstbesten Filmstart der Kinogeschichte darstellt. Im nordamerikanischen Raum konnte er mit rund 153 Millionen US-Dollar am Startwochenende den drittbesten März-Kinostart aller Zeiten, den zweitbesten Start eines Debütfilms innerhalb des Marvel Cinematic Universe (MCU) und den zu diesem Zeitpunkt besten Start des Jahres markieren. Gleichzeitig sahen sich rund 640.000 Kinobesucher den Film in Deutschland an, wodurch er an die Spitze der deutschen Kino-Charts gelangen und den besten Kinostart eines Debütfilms im MCU verzeichnen konnte.
Der Film erreichte nach seinem Start in einer Großzahl von Ländern Platz 1 der Kino-Charts, so in den USA, in China, Südkorea, dem Vereinigten Königreich, Russland, Frankreich, Australien, Brasilien, Mexiko und in Deutschland. Auch am zweiten Wochenende konnte er die Spitzenposition der nordamerikanischen und deutschen Kino-Charts mit Einnahmen von 69,32 Millionen US-Dollar bzw. rund 390.000 Besuchern erreichen. In der Folgewoche konnte Captain Marvel in Deutschland mit 210.000 Besuchern weiterhin Platz 1 halten, während er in den USA vom Horrorfilm Wir verdrängt wurde. Insgesamt verzeichnete der Film in Deutschland Einnahmen von 21,8 Millionen Euro und 2.080.044 Besucher, womit er sich auf Platz 10 der Jahres-Charts 2019 befindet.
Die weltweiten Einnahmen des Films aus Kinovorführungen belaufen sich bislang auf 1,13 Milliarden US-Dollar, von denen er allein 426,8 Millionen im nordamerikanischen Raum einspielen konnte. Dadurch befindet sich der Film auf Platz 5 der erfolgreichsten Filme des Jahres 2019 und auf Platz 34 (Stand: 19. April 2025) der weltweit erfolgreichsten Filme aller Zeiten.

### Auszeichnungen
Costume Designers Guild Awards 2020
- Nominierung in der Kategorie Excellence in Sci-Fi / Fantasy Film (Sanja Hays)[75]

Dragon Awards 2019
- Nominierung als Bester Science-Fiction- oder Fantasyfilm[76]

Golden Trailer Awards 2019
- Auszeichnung für das Beste Filmposter eines Fantasy-Abenteuerfilms
- Nominierung für den Besten Trailer eines Fantasy-Abenteuerfilms
- Nominierung für den Besten TV-Spot eines Fantasy-Abenteuerfilms
- Nominierung für den Besten Tonschnitt eines TV-Spots[77]

Hollywood Critics Association Awards 2020
- Nominierung als Bester Action- oder Kriegsfilm
- Nominierung als Bester Blockbuster
- Nominierung für die Beste Stuntarbeit[78]

Make-Up Artists and Hair Stylists Guild Awards 2020
- Nominierung für die Besten Special-Make-Up-Effects (Brian Sipe, Alexei Dmitriew & Sabrina Wilson)[79]

MTV Movie & TV Awards 2019
- Auszeichnung für den Besten Kampf (Brie Larson & Gemma Chan)
- Nominierung als Bester Held (Brie Larson)[80]

National Film & TV Awards 2019
- Nominierung als Beste Schauspielerin 2019 (Brie Larson)
- Nominierung als Beste Schauspielerin 2019 (Gemma Chan)
- Nominierung als Bester Actionfilm 2019[81]

Nickelodeon Kids’ Choice Awards 2020
- Nominierung als Bester Film
- Nominierung als Beste Schauspielerin (Brie Larson, gemeinsam mit Avengers: Endgame)
- Nominierung als Bester Superheld (Brie Larson, gemeinsam mit Avengers: Endgame)[82]

People’s Choice Awards 2019
- Nominierung als Movie of 2019
- Nominierung als Action Movie of 2019
- Nominierung als Male Movie Star of 2019 (Samuel L. Jackson)
- Nominierung als Female Movie Star of 2019 (Brie Larson)
- Nominierung als Action Movie Star of 2019 (Brie Larson)[83]

Saturn-Award-Verleihung 2019
- Nominierung als Beste Comicverfilmung
- Nominierung als Beste Hauptdarstellerin (Brie Larson)
- Nominierung für die Beste Regie (Anna Boden und Ryan Fleck)

St. Louis Film Critics Association Awards 2019
- Nominierung als Bester Actionfilm[84]

Teen Choice Awards 2019
- Nominierung als Choice Action Movie
- Nominierung als Choice Action Movie Actor (Samuel L. Jackson)
- Nominierung als Choice Action Movie Actress (Brie Larson)
- Nominierung als Choice Movie Villain (Jude Law)[85]

Visual Effects Society Awards 2020
- Nominierung in der Kategorie Compositing In A Feature (junger Nick Fury; Trent Claus, David Moreno Hernandez, Jeremiah Sweeney und Yuki Uehara)[86]

## Fortsetzung
Auf der San Diego Comic-Con 2019 bestätigte Kevin Feige, dass eine Fortsetzung zu Captain Marvel definitiv kommen würde. Diese kam unter dem Titel The Marvels am 10. November 2023 in die US-amerikanischen Kinos. Auch der im Film eingeführte Kree-Skrull-Krieg soll zukünftig im MCU thematisiert werden.
Die Serie Secret Invasion (2023) knüpft inhaltlich an die Erzählung des Films an.